# Areva

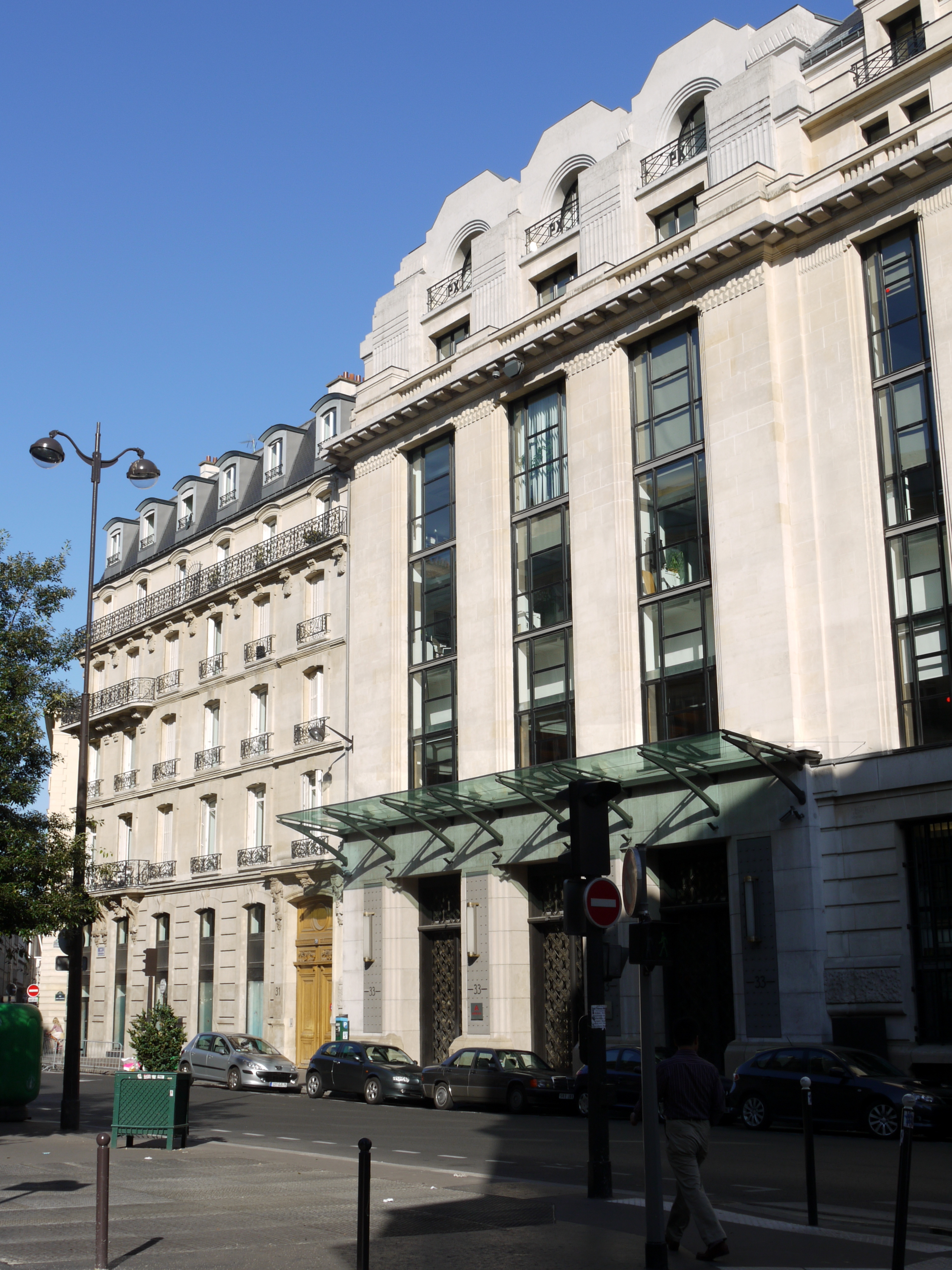
Arevas högkvarter i Paris.

Areva är ett franskt multinationellt industriföretag inom energisektorn, som speciellt arbetar med kärnkraft.
Areva bildades 3 september 2001 genom sammanslagning av CEA Industrie, Cogema och Framatome (efter sammanslagningen  Areva NP). Största aktieägare är det franska företaget CEA men den tyska regeringen har genom Siemens 34% av aktierna i Areva NP.
I januari 2018 kungjordes att Areva genom en omfattande omstruktureringsprocess delats upp i två separata bolag:
- Framatome - med verksamheterna utveckling, konstruktion och uppförande av kärnkraftreaktorer
- Orano - med verksamheterna uranbrytning, konvertering och anrikning av uran, hantering av använt bränsle, avveckling av kärnkraft samt ingenjörstjänster